# إليزا شاربلز
إليزا شاربلز (1803-1852) هي إحدى أوائل النساء في إنجلترا اللاتي حاضرن حول الفكر الحر والسياسة الراديكالية وحقوق المرأة. باستخدام أسماء سيدة الروتوندا وإيزيس، ألقت محاضراتها في روتوندا بلاكفريرز في عام 1832، بينما كانت الروتوندا تحت إدارة شريكها، ريتشارد كارلايل. ظهرت خطاباتها، إلى جانب كتابات كارلايل وكتاباتها وكتابات آخرين، في جريدتها الأسبوعية إيزيس.

## نشأتها
ولدت شاربلز عام 1803 في بولتون، لانكشاير، وهي ابنة آن وريتشارد شاربلز، وهو مصنِّع ناجح للأسطح المضادة. كانت عائلتها من طائفة الويسليان المشيخية وغرست تربيتها سواء في المنزل أو في المدرسة الداخلية، فيها التزامًا دينيًا قويًا. التحقت بمدرسة داخلية حتى بلغت العشرين من عمرها، وبعد ذلك بقيت في المنزل تعمل بالخياطة والقراءة. أدت الوفاة المفاجئة لوالدها وأخوها وأختها، والفشل في أداء الصلاة لإنقاذ حياتهم، إلى تشكيك شاربلز في إيمانها، ما أدى إلى تغيير جذري في حياتها.
في عام 1829، أثناء زيارة صديقتها في ليفربول، اختلست شاربلز السمع إلى مناقشة بين والد صديقتها وريتشارد كارلايل. على الرغم من سمعة كارلايل باعتباره ملحدًا خطيرًا وراديكاليًا سياسيًا اعتقدت شاربلز أنه كان لطيفًا ووسيمًا. بعد حوالي عام اكتشفت نسخة من صحيفة كارلايل «الجمهوري» في مكتبة ابن عمها وأصبحت مهتمة بما يكفي لتعقب المزيد من أعماله في مكتبة محلية راديكالية. غيرت كتابات كارلايل معتقدات شاربلز وأدت إلى ما وصفته لاحقًا بأنه «ولادة جديدة ... نحو الصلاح». في ديسمبر 1831، بدأت في التواصل مع كارلايل، الذي كان قد سُجن بتهمة التشهير التحريضي، وفي يناير 1832 سافرت إلى لندن لزيارته في غيلتسبور ستريت كومبتر.

## سيدة الروتوندا وإيزيس
أعطى وصول شاربلز الفرصة لكارلايل لإحياء ثروات مسرحه الراديكالي، روتوندا، الذي مر بأوقات عصيبة منذ سجن عامل الجذب الرئيسي، روبرت تايلور ورحيل خليفته، زايون وارد. وافقت شاربلز على أخذ مكان تايلور وورد، وإلقاء سلسلة من محاضرات الفكر الحر الفلسفي والديني في الروتوندا.
من أجل حماية عائلتها، لم ترغب شاربلز في نشر اسمها على الملأ، لذلك روج لها كارلايل على أنها سيدة الروتوندا الغامضة أو إيزيس (التي سميت على اسم آلهة العقل المصرية)، وهي أول امرأة إنجليزية تتحدث علنًا حول الدين والسياسة.
بدأت محاضراتها في 29 يناير 1832، على خشبة المسرح. كانت ترتدي فستانًا مبهرجًا، وظهرت بشكل احتفالي على خشبة المسرح، المليء برموز راديكالية، مثل أوراق الغار البيضاء. بعد محاضرتها كانت تغادر المسرح دون تلقي أسئلة من الجمهور، الذين يناقشون المحتوى فيما بينهم. طُبعت خطاباتها في جريدة أسبوعية اسمها إيزيس، كانت إليزا محررتها.
في تقليد كارلايل وتايلور، هاجمت شاربلز النظام الملكي والمؤسسة السياسية والدين المنظم، بحجة أن المسيحية روجت للخرافات، ومنعت نشر المعرفة وحرمت الإنسان من الحرية. بالإضافة إلى ذلك، تحدثت لصالح حقوق المرأة في التحدث علنًا وتحدت العقيدة المسيحية للخطيئة الأصلية، معلنةً أن حواء هي تجسيد للحكمة والحرية ومقاومة الاستبداد؛ وأم المعرفة البشرية؛ والمساعدة المناسبة التي يلتقي معها الرجل.
في البداية، حققت شاربلز مكانة في طائفة، لكن افتقارها للتدريب على الخطابة سرعان ما أدى إلى انخفاض الدخل من الجماهير، وبحلول نهاية مارس أغلق كارلايل الروتوندا وتخلى عن عقد إيجارها. واصلت شاربلز محاضراتها لمدة ثلاثة أشهر أخرى، أولًا في مسرح روبرت أوين في شارع بورتون، ثم في منزل كارلايل في شارع بوفري. ثم عملت عن كثب مع أصدقاء المضطهدين، الذين كانوا الذراع النسائي للاتحاد الوطني للطبقات العاملة، وألقت الخطب احتفالًا بالثورة الفرنسية عام 1830 وجمع الأموال لعائلات المسجونين نتيجة بيعهم الصحف غير المختومة. على الرغم من أنها لم تكن من أتباع روبرت أوين، فقد ألقت أيضًا خطابًا حول أهمية التعاون، إذ وصفت نفسها بأنها إصلاحية راديكالية، وجمهورية، ومدافعة عن النقاش الحر حول جميع الموضوعات، وشريكة، في أفضل وصف يمكن استخدام تلك الكلمة فيه.
توقفت إيزيس عن النشر في ديسمبر 1832، وبعد ذلك خفضت شاربلز ظهورها العام.